# E. Preston Ames
Edgar Preston Ames, indicato come E. Preston Ames e talvolta come Preston Ames (San Mateo, 15 luglio 1906 – Los Angeles, 20 luglio 1983), è stato uno scenografo statunitense.
Ha vinto due volte l'Oscar alla migliore scenografia, nel 1952 e nel 1959. Altre sette volte ha ricevuto la nomination al Premio Oscar nella stessa categoria.

## Filmografia parziale
- Mamma non ti sposare (1948)
- La carovana maledetta (1950)
- Due settimane d'amore (1950)
- La rivolta (Crisis), regia di Richard Brooks (1950)
- Un americano a Parigi (An American in Paris), regia di Vincente Minnelli (1951)
- Inferno bianco (1952)
- Storia di tre amori (1953)
- Spettacolo di varietà (The Band Wagon), regia di Vincente Minnelli (1953)
- La maschera e il cuore (1953)
- Brigadoon, regia di Vincente Minnelli (1954)
- Brama di vivere (Lust for Life), regia di Vincente Minnelli (1956)
- Gigi (1958)
- Verdi dimore (1959)
- Susanna agenzia squillo (Bells Are Ringing), regia di Vincente Minnelli (1960)
- Voglio essere amata in un letto d'ottone (1964)
- I guai di papà (1964)
- Anche gli uccelli uccidono (1970)
- Airport, regia di George Seaton (1970)
- Terremoto (Earthquake) (1974)
- Il gatto venuto dallo spazio (1977)